# Juan Ezequiel Fernández
Juan Ezequiel Fernández (fl. 1776-1825) fue un compositor y maestro de capilla español.

## Vida
Es muy poco lo que se conoce de este compositor. No se conoce ni su origen, ni su formación musical.
Baltasar Saldoni lo hace discípulo de José Ramón Gargallo, el maestro de capilla de la Catedral de León. En las actas capitulares de la Catedral de Segovia aparece un «Juan Fernández», natural de León, que se ha identificado con este compositor y que se presentó en 1781 para ocupar la vacante dejada por el maestro Juan Montón y Mallén. En las oposiciones Juan Fernández se enfrentó a José Quiroga, maestro de la Catedral de Orense; Francisco Antonio Gutiérrez, infante en la Catedral de León; Vicente Escalante, maestro de capilla de Alicante; Ramón Ferreñac, maestro de la Catedral de Huesca; y Baltasar Yuste, músico de Zaragoza. Los ejercicios fueron calificados por Antonio Rodríguez de Hita, maestro de capilla del Real Monasterio de la Encarnación, y Manuel Mencía, maestro del Monasterio de las Descalzas Reales, ambos activos en Madrid. Juan Fernández consiguió la tercera posición en la clasificación de Hita y la segundo en la de Mencía, pero no consiguió el cargo, que fue ocupado por Francisco Antonio Gutiérrez.
En 1783 se jubiló Juan Antonio García de Carrasquedo, el primer maestro de capilla de la Catedral de Santander tras la elevación de la colegiata y abadía de San Emeterio a sede obispal, quedando el magisterio vacante. De los doce candidatos que se presentaron, Fernández quedó el primero y Gaspar Schmidt segundo. Fernández finalmente fue nombrado maestro de capilla de la Catedral de Santander.
En 1788 falleció el maestro Manuel Mancebo, por lo que quedó vacante el magisterio de la Catedral de Zamora. En competencia con Juan Ezequiel Fernández, se presentaron a las oposiciones Bernardo Pérez, Luis Blasco y Manuel Doyagüe, que consiguió finalmente la plaza. Fernández también se presentó a las oposiciones al magisterio del Real Monasterio de las Descalzas de Madrid en mayo/junio de 1791, en el que se enfrentó a nada menos que otros doce candidatos, entre los que se contaban Fernando Haykuens, músico de la Catedral de Orihuela; Pedro Antonio Compta y Batllés, músico de la Catedral de Barcelona; Manuel Ibeas, maestro de capilla de la Colegiata de Talavera; Vicente Fernández, músico de la Catedral de Zaragoza; Antonio Juanas, maestro de capilla de la Colegiata de Alcalá de Henares; Babil de Hurralde, organista de la Colegiata de Alfaro; Francisco Pérez Gaya, organista de San Juan de la Peña; Gaspar Schmidt, organista de la Catedral de Tuy; Francisco Quiroga, maestro de capilla de la Catedral de Orense; además de Vicente Moreno y Diego Antonio, de los que no se da oficio.
Fernández tuvo problemas más serios con el violinista de la capilla. El 17 de mayo de 1793 Fernández recomendó al cabildo la contratación del violinista Joaquín Jiménez, que fue aceptada e ingresó poco después en la capilla de música. Jiménez tuvo problemas con Carrasquedo, ya que se resistía a seguir el compás marcado por el viejo maestro jubilado durante las ausencias de Fernández. El violinista fue multado, pero no pareció servir de mucho. Jiménez solicitó un préstamo de una cantidad considerable de dinero al cabildo, nombrando como fiador a Juan Ezequiel Fernández. El préstamo fue rechazado inicialmente, pero más tarde se le concedió. Pocos meses después, en 1794, Fernández se desplazó a León para ocupar el magisterio y Joaquín Jiménez desapareció en dirección a Bristol, en el Reino Unido. El cabildo santanderino reclamó el dinero a Fernández, pero parece que el dinero nunca fue devuelto.
Por las razones mencionadas, las relaciones entre Fernández y el cabildo no debían ser muy buenas a principios de la década de 1790, de hecho, el maestro ni siquiera solicitó permiso para presentarse a las oposiciones para el magisterio de la Catedral de León. A partir del 22 de septiembre de 1794 ejercería de maestro de capilla en León, sin que se sepa hasta cuando. Su última obra fechada es de 1825, por lo que es de suponer que por entonces todavía se encontraba en el cargo. A partir de ese momento se le pierde el rastro.

## Obra
La mayoría de las composiciones de Fernández, unas ochenta, se conservan en la Catedral de León. El archivo de la Catedral de Santander fue expoliado y destruido durante la Guerra civil y no se conservan obras suyas. También se encuentran obras de Fernández respartidas en las catedrales de Tuy, Palencia, Astorga y el Santuario de Nuestra Señora de Aránzazu.
Su estilo es típico de la música religiosa de finales del siglo XVIII, con influencias anteriores, pero también algunas innovaciones, como la distribución de las voces en dos coros o la sustitución del órgano por el pianoforte. Entre sus obras se cuentan misas, antífonas, magníficats, himnos, lamentaciones, motetes, salmos y villancicos.